# Fire Phone
Il Fire Phone è uno smartphone disegnato e sviluppato da Amazon.
È stato annunciato il 18 giugno 2014 negli Stati Uniti con la possibilità di preordinarlo il giorno stesso dell'annuncio. Il Fire Phone segnò l'ingresso di Amazon nel settore degli smartphone, seguendo il successo del Kindle Fire, basato sul sistema operativo Fire OS, sviluppato da Amazon come derivato di Android. Fu messo in commercio negli USA il 25 luglio 2014.
Una caratteristica apprezzata del Fire Phone fu la presenza di 4 fotocamere che consentivano di creare il Dynamic Perspective, funzione che permette di visualizzare contenuti in 3D.

## Storia
La prima voce relativa allo sviluppo di uno smartphone da parte di Amazon fu da parte del New York Times nel 2010 (voce confermata in seguito al lancio da alcuni dipendenti ed ex-dipendenti, che dichiararono che lo sviluppo iniziò dopo l'annuncio dell'iPhone 4 da parte di Apple nel 2010 con nome in codice: "Tyto").
Nel 2012 il Wall Street Journal pubblicò una notizia secondo il quale Amazon stava svolgendo dei test su uno smartphone con un display di dimensioni tra i 4 e 5 pollici.
Nel 2013 circolarono voci su un presunto "Kindle Phone" gratuito in collaborazione con HTC, voci che in seguito Amazon smentì.